# La dama de la muerte
La dama de la muerte es una película chilena de 1946, dirigida por Carlos Hugo Christensen y escrita por César Tiempo, basada en el libro El club de los suicidas del autor británico Robert Louis Stevenson. La película tuvo como protagonistas principales a Carlos Cores, Judith Sulian y Guillermo Battaglia.

## Argumento
Un joven decide suicidarse tras perder todo su dinero en los juegos de azar, pero es interrumpido por un misterioso hombre para invitarle a unirse a un club de suicidas, donde, a través de cartas, se sortea quién va a morir.

## Elenco
- Carlos Cores - Roberto Braun
- Judith Sulian - Ofelia
- Guillermo Battaglia - Hugo Clinton
- Juan Corona - Presidente del club
- Mafalda Tinelli
- Plácido Martín
- Italo Martínez
- Agustín Orrequia
- Agustín Siré
- Carlos Morris
- Arturo Gonzalvez
- Domingo Tessier